# NGC 3472
NGC 3472 is een niet-bestaand object in het sterrenbeeld Beker. Het hemelobject werd in 1886 gerapporteerd door de Amerikaanse astronoom Ormond Stone.